# Ангарка (река)
Анга́рка — река в России, протекающая по Билибинскому району Чукотского автономного округа, правый приток Большого Анюя. Длина реки — 211 км, площадь водосборного бассейна — 6050 км².
Исток реки находится на западных склонах Анюйского хребта на высоте более 400 м над уровнем моря. От истока течёт на юго-восток по горной тундре. По правому берегу возвышается локальный Ангарский хребет. После впадения главного притока, реки Уямканды, последовательно поворачивает на юг и юго-запад. Берега реки значительно заболочены, в низовьях сильно меандрирует. Впадает в Большой Анюй по правому берегу на отметке менее 161 м над уровнем моря в 374 км от его устья, выше впадения реки Пеженки. Ширина в низовьях — 70-85 м при глубине 1,5 м; скорость течения перед устьем составляет 0,6 м/с. 

## Основные притоки
Указаны поименованные притоки длиной 30 км и более.
| Название  | Расстояние от устья | Длина | Положение |
| --------- | ------------------- | ----- | --------- |
| Орловская | 43                  | 105   | правый    |
| Прорва    | 58                  | 54    | левый     |
| Уямканда  | 59                  | 155   | левый     |
| Ветреная  | 144                 | 49    | правый    |
| Травяная  | 166                 | 48    | левый     |

## Данные водного реестра
По данным государственного водного реестра России и геоинформационной системы водохозяйственного районирования территории РФ, подготовленной Федеральным агентством водных ресурсов:
- Бассейновый округ — Анадыро-Колымский
- Речной бассейн — Колыма
- Речной подбассейн — Анюй
- Водохозяйственный участок — Анюй, включая реки Большой и Малый Анюй
- Код водного объекта — 19010300112119000063633